# Adi Keyh
Adi Keyh es una localidad de Eritrea,en la región Debub.

## Demografía
Según estimación 2010 contaba con 16183 habitantes.